# Xenonema obesum
Xenonema obesum är en rundmaskart som beskrevs av Nathan Augustus Cobb 1920. Xenonema obesum ingår i släktet Xenonema och familjen Desmodoridae. Inga underarter finns listade i Catalogue of Life.